# Jaroslav Deršata
Jaroslav Deršata (13. října 1898 Nusle – 27. ledna 1942 KT Mauthausen)

## Život
Narodil se v Nuslích u Prahy. Jeho otec byl řezník. Jaroslav se stal také řezníkem. Za protektorátu se spolu se svojí ženou Alžbětou Deršatovou zapojil (jako sokolský činovník) do protiněmecké ilegální odbojové činnosti. Jaroslav Deršata byl zatčen 9. října 1941 a to v rámci tažení proti Obci sokolské v odboji.  Byl vězněn v KT Mauthausen, kde byl zařazen mezi skupinu vězňů (tzv. „komando kamenolom“) pracujících v kamenolomu, kde se doba „přežití“ měřila na týdny. Dne 27. ledna 1942 (resp. 28. ledna 1942 ráno) v KT Mauthausen útrapám podlehl. V odbojové činnosti pokračovala jeho žena Alžběta Deršatová i po manželově smrti. Na jaře roku 1942 se její byt stal jedním z úkrytů parašutistů Jozefa Gabčíka a Jana Kubiše. Zbraně získané odbojem z Janečkovy zbrojovky  ukrývala Alžběta Deršatová od roku 1944 až do pražského květnového povstání 1945. Druhou světovou válku přežila.

## Pamětní deska

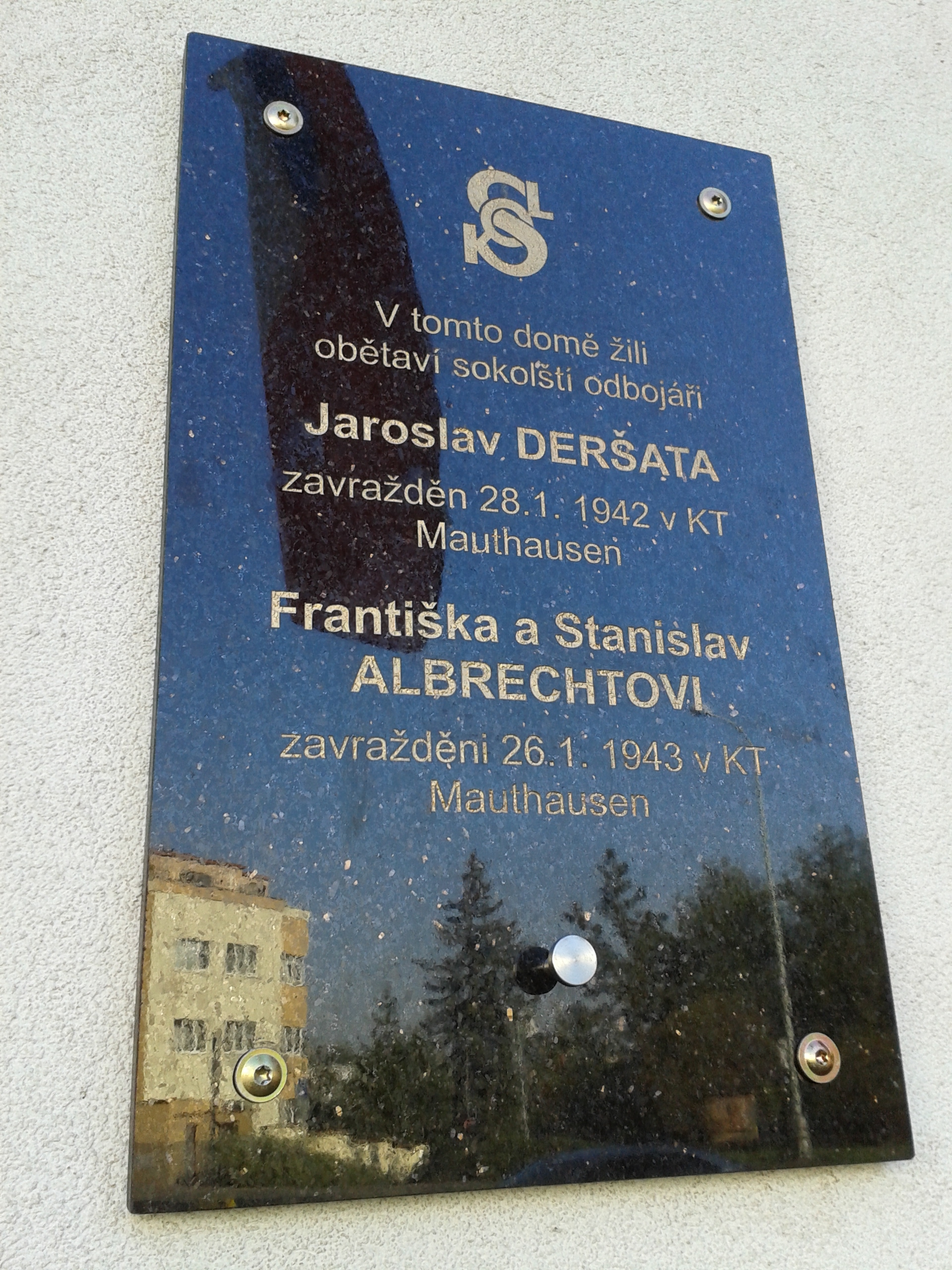
Pamětní deska v Kvestorské ulici v Praze 4

Ve čtvrtek dne 13. září 2018 v 17.00 byla na vnějším plášti domu v Kvestorské ulici (na adrese: Kvestorská 287/2, 140 00 Praha 4 - Michle) , kde za protektorátu bydlel Jaroslav Deršata se svojí manželkou Alžbětou Deršatovou, za přítomnosti představitelů městské části Praha 4 (a badatele a spisovatele Jiřího Padevěta) slavnostně odhalena pamětní deska. O instalaci této pamětní desky se zasloužila Iniciativa A, Československá obec legionářská (ČsOL), MČ Praha 4 a Rota Nazdar.
V tomto domě žili / obětaví sokolští odbojáři // Jaroslav DERŠATA / zavražděn 28.1.1942 v KT / Mauthausen // Františka a Stanislav / ALBRECHTOVI / zavražděni 26.1.1943 v KT / Mauthausen 
nápis na pamětní desce,